# Face the Heat
Face The Heat (с англ. — «Столкнись с жарой») — двенадцатый студийный альбом немецкой рок-группы Scorpions, вышедший 21 сентября 1993 года.
Это последний альбом с участием барабанщика Германа Раребелла. По его воспоминаниям, на вопрос продюсера, хотят ли они записать пластинку с песнями наподобие «Wind of Change» «вся группа ответила отказом, мы хотели тяжёлый альбом».
Диск занял 24-е место в американском чарте Billboard 200 и получил статус золотого альбома в 1994 году.
Композиция «Under the Same Sun» является финальной для фильма «В смертельной зоне».

## Список композиций
Немецкое оригинальное LP-издание

| №   | Название                                                          | Длительность |
| --- | ----------------------------------------------------------------- | ------------ |
| 1.  | «Alien Nation(Чужая Нация)» (Шенкер/Майне)                        | 5:42         |
| 2.  | «No Pain No Gain(Без боли нет успеха)» (Шенкер/Гудзон)            | 3:55         |
| 3.  | «Someone to Touch(Кого-нибудь приласкать)» (Гудзон/Майне/Шенкер)  | 4:28         |
| 4.  | «Under the Same Sun(Под одним Солнцем)» (Файрбайрон/Майне/Гудзон) | 4:52         |
| 5.  | «Taxman Woman(Женщина-налоговик)» (Шенкер/Майне)                  | 4:30         |
| 6.  | «Unholy Alliance(Союз Нечестивцев)» (Шенкер/Майне)                | 4:54         |
| 7.  | «Woman(Женщина)» (Шенкер/Майне)                                   | 5:55         |
| 8.  | «Hate to Be Nice(Ненавижу быть хорошим)» (Шенкер/Майне)           | 3:33         |
| 9.  | «Ship of Fools(Корабль глупцов)» (Шенкер/Майне)                   | 4:15         |
| 10. | «Nightmare Avenue(Кошмарное Авеню)» (Ябс/Гудзон/Майне)            | 3:54         |

Международное европейское CD-издание
| №   | Название                                                          | Длительность |
| --- | ----------------------------------------------------------------- | ------------ |
| 1.  | «Alien Nation(Чужая Нация)» (Шенкер/Майне)                        | 5:42         |
| 2.  | «No Pain No Gain(Без боли нет успеха)» (Шенкер/Гудзон)            | 3:55         |
| 3.  | «Someone to Touch(Кого-нибудь приласкать)» (Гудзон/Майне/Шенкер)  | 4:28         |
| 4.  | «Under the Same Sun(Под одним Солнцем)» (Файрбайрон/Майне/Гудзон) | 4:52         |
| 5.  | «Unholy Alliance(Союз Нечестивцев)» (Шенкер/Майне)                | 4:54         |
| 6.  | «Woman(Женщина)» (Шенкер/Майне)                                   | 5:55         |
| 7.  | «Hate to Be Nice(Ненавижу быть хорошим)» (Шенкер/Майне)           | 3:33         |
| 8.  | «Taxman Woman(Женщина-налоговик)» (Шенкер/Майне)                  | 4:30         |
| 9.  | «Ship of Fools(Корабль глупцов)» (Шенкер/Майне)                   | 4:15         |
| 10. | «Nightmare Avenue(Кошмарное Авеню)» (Ябс/Гудзон/Майне)            | 3:54         |
| 11. | «Lonely Nights(Одинокие ночи)» (Шенкер/Майне)                     | 4:50         |

| №   | Название       | Длительность |
| --- | -------------- | ------------ |
| 12. | «Destin»       | 3:17         |
| 13. | «Daddy’s Girl» | 4:17         |

| №   | Название           | Длительность |
| --- | ------------------ | ------------ |
| 12. | «Kami O Shin Jiru» | 3:49         |

| №   | Название           | Длительность |
| --- | ------------------ | ------------ |
| 12. | «Kami O Shin Jiru» | 3:49         |
| 13. | «Daddy's Girl»     | 4:18         |

| №   | Название                                                                           | Длительность |
| --- | ---------------------------------------------------------------------------------- | ------------ |
| 12. | «(Marie's the Name) His Latest Flame (Elvis Presley cover)» (Док Помус/Морт Шуман) | 2:21         |

## Участники записи
- Клаус Майне — вокал
- Маттиас Ябс — гитара,бэк-вокал
- Рудольф Шенкер — ритм-гитара, бэк-вокал
- Ральф Рикерманн — Бас-гитара, бэк-вокал
- Герман Раребелл — ударные, бэк-вокал
- Клавишник: Джон Вебстер
- Второй Клавишник (Woman и Lonely Nights): Люк Херзог

## Чарты

### Альбом
Billboard Северная Америка (North America)
| Год  | Чарт              | Позиция |
| ---- | ----------------- | ------- |
| 1993 | The Billboard 200 | #24     |

### Синглы
| Год  | Песня                | Чарт                   | Позиция |
| ---- | -------------------- | ---------------------- | ------- |
| 1993 | «Alien Nation»       | Mainstream Rock Tracks | #10     |
| 1993 | «Woman»              | Mainstream Rock Tracks | #15     |
| 1994 | «Under The Same Sun» | Mainstream Rock Tracks | #16     |

## Кавер-версии
- «Alien Nation» — записана итальянской пауэр-метал-группой Mastercastle для своего альбома The Phoenix.